# Craig Alexander
Craig Alexander (Sydney, 22 giugno 1973) è un triatleta australiano.
È il quarto triatleta ad aver vinto sia per due volte consecutive che in totale 3 volte l'Ironman Hawaii.
È stato il detentore del record nella gara dei campionati del mondo di Ironman alle Hawaii con un tempo di 8:03:56, record poi battuto dal tedesco Patrick Lange nel 2017 (con un tempo di 8:01:40), e attualmente detenuto da Jan Frodeno (7:51:13 nel 2019).
Si è laureato due volte campione del mondo su distanza Ironman 70.3.

## Titoli
- Ironman Hawaii - 2008, 2009, 2011
- Campione del mondo Ironman 70.3 - 2006, 2011